# Djent
Djent (també conegut com a Djent metal) és un subgènere de metall progressiu. El so distintiu és el d'una guitarra de gran guany, distorsionat, silenciat amb el palmell de la mà, i un to baix. El mot "djent" és una onomatopeia d'aquest so.

## Desenvolupament
Fredrik Thordendal, guitarrista principal de la banda sueca Meshuggah, es considera l'originari de la tècnica djent. Tot i això, la banda no va encunyar el terme en si; l'escena djent es va desenvolupar a partir d'una comunitat en línia de músics, que incloïa Misha Mansoor, l'èxit de la qual amb Periphery va portar "djent" del món virtual al real". En una entrevista de 2018 per Rauta, el guitarrista de Meshuggah Mårten Hagström va oferir disculpes de broma pel paper de la banda en la creació del gènere djent.
En una entrevista similar de Zoe Camp per la revista Revolvermag, ell concretà més la resposta dient que: "Crec que és una mica hilarant. Bé, per un principi, Thordendal posava mala cara quan va arribar al terme. "El nostre principal guitarrista, Fredrik, estava borratxo en aquell moment, parlant amb un dels nostres fans de la vella escola, intentant explicar quin tipus de to de guitarra sempre estàvem intentant, i intentava desesperadament dir: "Volem que 'dj ...' 'dj,' 'dj-,' 'dj ...'", va explicar Hagström, imitant un riff. "I aquell tio estava com: 'Què diu? És una paraula sueca? Ha de ser-ho. Sembla dj_, potser "djent"? Potser alguna cosa així.".
Altres formacions importants en el desenvolupament de l'estil són Sikth, Mnemic, Animals as Leaders, Tesseract, i Textures.
L'escena ha crescut ràpidament, i membres de la comunitat en línia original, incloses les formacions Chimp Spanner, Sithu Aye, Gizmachi i Monuments, han passat a fer gires i llançament d'àlbums comercialment. Altres formacions que sovint utilitzen djent són: A Life Once Lost, Veil of Maya, Vildhjarta, i Xerath. Born of Osiris també s'ha descrit com inspirat en el moviment djent. A més, Hacktivist i DVSR són formacions djent que utilitzen el rap com a estil vocal principal.

## Característiques
El Djent com a estil es caracteritza per una complexitat progressiva, rítmica i tècnica acompanyada d'una densa capa de base polifònica. Un exemple és la cançó CAFO d'Animals as Leaders. Normalment presenta acords de guitarra fortament deformats, amb silenciats amb el palmell de la mà, riffs sincopats, i mètrica polièdrica juntament amb virtuosos solos. Una altra característica comuna és l'ús de guitarres de set cordes, vuit cordes i nou cordes.

## Recepció
Alguns membres de la comunitat del metall han criticat el terme "djent", ja sigui tractant-lo com una moda de curta durada, condemnant-lo obertament o posant en dubte la seva validesa com a gènere. Però altres formacions com Tesseract i Animals as Leaders han obtingut crítiques positives, com ara premis i àlbums molt aclamats. La banda post-metall, Rosetta, digué: "Potser hauríem de començar a anomenar el Doom metal 'DUNNN'". En resposta a una pregunta sobre "djent", el vocalista de Lamb of God, Randy Blythe, va afirmar el 2011: "No hi ha cap 'djent'; no és un gènere". En una entrevista a Guitar Messenger, Misha Mansoor la guitarrista de Periphery va declarar:
En una entrevista posterior a Freethinkers Blog, Misha Mansoor va declarar que considerava que el djent s'havia convertit en "un gran terme paraigua per a qualsevol mena de banda progressiva, i també per a qualsevol banda que utilitzi 'chugs' fora de temps". Pots englobar-hi formacions com a Scale the Summit [a qui es coneix com a] banda djent [quan] el 80% de les seves cançons són en so net, i és preciós i bonic, ja ho sabeu […] D'aquesta manera, crec que és genial perquè agrupa grups realment fantàstics junts […] Estem envoltats de moltes formacions que jo respecto, però al mateix temps, no crec que la gent sàpiga quin és el seu 'djent' […] No està molt clar". Més endavant a l'entrevista, diria també: "Si ens diuen djent, està bé. Vull dir, no aplicaria mai el terme, però, al mateix temps, és tan vague que no sé què fer-ne".
Tosin Abasi d'Animals as Leaders també expressà una visió feixuga del terme, afirmant que hi ha característiques específiques comunes a les formacions "djent", per la qual cosa implica un ús legítim del terme com a gènere. Tot i que afirma que personalment s'esforça per no subscriure’s exclusivament a cap gènere, destaca que un gènere es defineix per la capacitat d'associar característiques comunes entre diferents artistes. D'aquesta manera, és possible veure el djent com un gènere que descriu un nínxol particular del modern metall progressiu.